# Seznam bretaňských vévodů

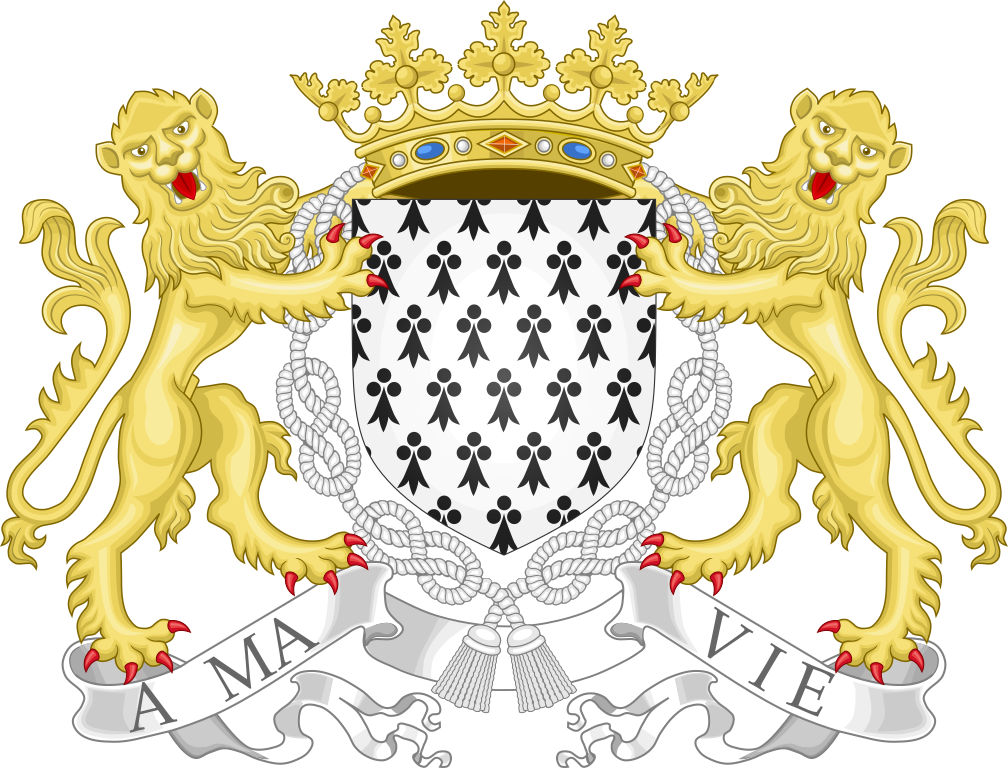
Znak vévodů bretaňských.

Seznam bretaňských vévodů vládnoucích bretaňskému vévodství nebo formálních držitelů titulu (francouzští princové).

## Vévodové za Karlovců
- Nominoe (Nevenoe), 841–851
- Erispoe, 851–857
- Šalomoun, (Salaun), 857–874
- Pasquitan, 874–877
- Gurvand, 874–877
- Judicael, 877–888
- Alan I. Veliký, 877–907, od roku 888 jako král
- Gourmaëlon, 907–937

## Nantesští
- Alan II. Bretaňský, 938–952, vnuk Alana I.
- Drogo Bretaňský, 952–958
- Hoel I. Bretaňský, 958–981
- Guerech Bretaňský, 981–988
- Alan z Nantes, 988–990

## Rennesové
- Konan I. Bretaňský, 990–992
- Geoffrey I. Bretaňský, 992–1008
- Alan III. Bretaňský, 1008–1040 (společně s Odem)
- Odo I. Bretaňský, 1008–1034 (společně s Alanem III)
- Konan II. Bretaňský, 1040–1066
- Hawise Bretaňská, 1072–1112

## Cornouaillové
- Hoel II. Bretaňský, 1066–1072 (společně s Hawise)
- Alan IV. Bretaňský, 1072–1112
- Konan III. Bretaňský, 1112–1148
- Berta Bretaňská, 1148–1156

## Penthièvrové
- Konan IV. Bretaňský, 1156–1166
- Konstancie Bretaňská, 1166–1201

## Plantageneti
Artur I. Bretaňský, 1196–1203 (společně s Konstancií)

## Thouarsové
- Vít z Thouars, 1199–1213 (společně s Alix), regent (1203–1213)
- Alice z Thouars, 1203–1221, dcera Konstancie

## Dynastie Dreux(Kapetovci)

Erb Petra I., který v různých variacích používala dynastie Dreux během své vlády v Bretani

- Petr I. Bretaňský, 1213–1221 (společně s Alix), regent (1221–1237)
- Jan I. Bretaňský, 1221–1286
- Jan II. Bretaňský, 1286–1305
- Artur II. Bretaňský, 1305–1312
- Jan III. Bretaňský, 1312–1341

Válka o bretaňské dědictví (1341–1365)
- Johana z Penthièvre, 1341–1365
- Karel z Blois, 1341–1364 (společně s Johanou)
- Jan z Montfortu, 1341–1345

### Montfortové
- Jan IV. Bretaňský, 1345/65–1399, syn Jana z Montfortu, vnuk Artura II.
- Jan V. Bretaňský, 1399–1442
- František I. Bretaňský, 1442–1450
- Petr II. Bretaňský, 1450–1457
- Artur III. Bretaňský, 1457–1458
- František II. Bretaňský, 1458–1488
- Anna Bretaňská, 1488–1514

## Dynastie Valois(Kapetovci)
- Klaudie Francouzská, 1514–1524, dcera Anny
  - František I. Francouzský, 1514–1524 (společně s Klaudií)
- František IV. Bretaňský, 1524–1536
- Jindřich II. Francouzský a VI. Bretaňský, 1536–1547

## Formální titul
Po konečném sjednocení Bretaně s Francií byl titul bretaňského vévody několikrát udělen příslušníkům francouzského královského rodu Bourbonů. Dvakrát byl tento titul udělen nejstaršímu synovi vévody burgundského (nejstaršímu synovi dauphina).
- Ludvík Bourbonský, 1704–1705
- Ludvík Bourbonský, 1707–1712
- Francis de Bourbon, 1973–1984